# Dizy (Vaud)
Dizy é uma comuna da Suíça, situada no distrito de Morges, no cantão de Vaud. Tem 3,04 km² de área e sua população em 2018 foi estimada em 222 habitantes.